# Kodama Gentaro
Kodama Gentaro (Japans: 兒玉 源太郎, Kodama Gentarō) (Tokuyama, 16 maart 1852 – Tokio, 23 juli 1906) was een Japans generaal en minister die vocht in de Russisch-Japanse Oorlog.

## Beginjaren
Kodama Gentarowerd geboren in een familie van samoerai van de Choshu-clan.
Kodama vocht in de Boshin-oorlog voor de Meiji-restauratie tegen het Tokugawa-shogunaat. Hij werd in 1870 sergeant-majoor, op 21 september 1871 luitenant, op 25 juli 1872 kapitein en op 19 oktober 1874 majoor.
Hij sloeg mee de Satsuma-opstand neer. Hij studeerde aan de Osaka Heigakuryo (大阪兵学寮） militaire academie en werd op 30 april 1880 luitenant-kolonel en op 6 februari 1883 kolonel en op 24 augustus 1889 generaal-majoor.

## Pruisisch model
Kodama werd hoofd van het Keizerlijke Militaire Academie, waar hij met de Duitse majoor Jacob Meckel het leger naar Pruisisch model reorganiseerde.
Kodama reisde naar Duitsland als militair attaché. Na zijn terugkeer werd hij in 1892 plaatsvervangend minister van Oorlog.

## Chinees-Japanse Oorlog en Taiwan
Kodama vocht in de Eerste Chinees-Japanse Oorlog van 1894-1885. Daarna werd hij gouverneur van Taiwan.

## Ministerposten
Op 14 oktober 1896 werd hij luitenant-generaal. Kodama werd daarna Minister van Oorlog in de regering van Itō Hirobumi. Daarna werd hij minister van Binnenlandse Zaken en minister van Onderwijs in de regering van Katsura Tarō.

## Russisch-Japanse Oorlog
Op 6 Juni 1904 werd Kodama vol generaal. Veldmaarschalk Oyama Iwao benoemde hem tot stafchef van het leger in Mantsjoerije tijdens de Russisch-Japanse Oorlog. Hij gaf advies aan Maresuke Nogi bij het Beleg van Port Arthur.

## Kami
Keizer Meiji verleende hem postuum de Orde van de Gouden Wouw en hij werd kami (heilige) met shintoïstische tempels te Shunan en Enoshima aan hem gewijd.

## Onderscheidingen
- Baron op 20 augustus 1895
- Orde van de Heilige Schatten
  - Grootlint op 27 December 1899
  - Tweede Klasse op 26 december 1894
- Orde van de Rijzende Zon
  - Paulownia-Zonneorde op 1 april 1906
  - Tweede Klasse op 27 februari 1902
  - Derde Klasse op 7 april 1885
  - Vierde Klasse op 31 januari 1878
- Grootlint in de Orde van de Gouden Wouw op 1 april 1906
- Burggraaf op 11 april 1906
- Commandeur in de Legioen van Eer op 14 oktober 1895